# Indische Maße und Gewichte
Eine gewisse Standardisierung indischer Maße und Gewichte lässt sich schon für die früheste Zeit nachweisen. Im Laufe der Jahrhunderte entwickelte sich ein indigenes System, das durch die Maße und Gewichte der jeweiligen Invasoren ergänzt wurde. Regional wichen die Einheiten stark voneinander ab. Die Kolonialherren begannen 1833 die Maße für Britisch-Indien zu standardisieren und 1870 parallel ihr eigenes Imperial System. Seit 1962 ist in der indischen Union alleine das metrische System zulässig. Später wurde es auch in den anderen Nachfolgestaaten eingeführt Bangladesch (Juli 1982), Pakistan (1967), Malediven, Sri Lanka und Nepal. Birma ist neben den USA fast das einzige Land der Welt, das noch nicht auf Meter umgestellt hat.

## Antike
Ausgrabungen der Indus-Zivilisation haben in Mohenjo-Daro, Harappa und Chanhu-Daro zahlreiche Gewichte zu Tage gefördert. Diese scheinen standardisiert gewesen zu sein. Sie weichen wenig voneinander ab und zeigen auch für verschiedene Zeiten (Schichten der Ausgrabung) kaum Unterschiede. Am häufigsten tritt ein Gewicht von rund 13,7 g auf. Lineale zeigen Unterteilungen von 33,5 mm mit nur minimalen Abweichungen.

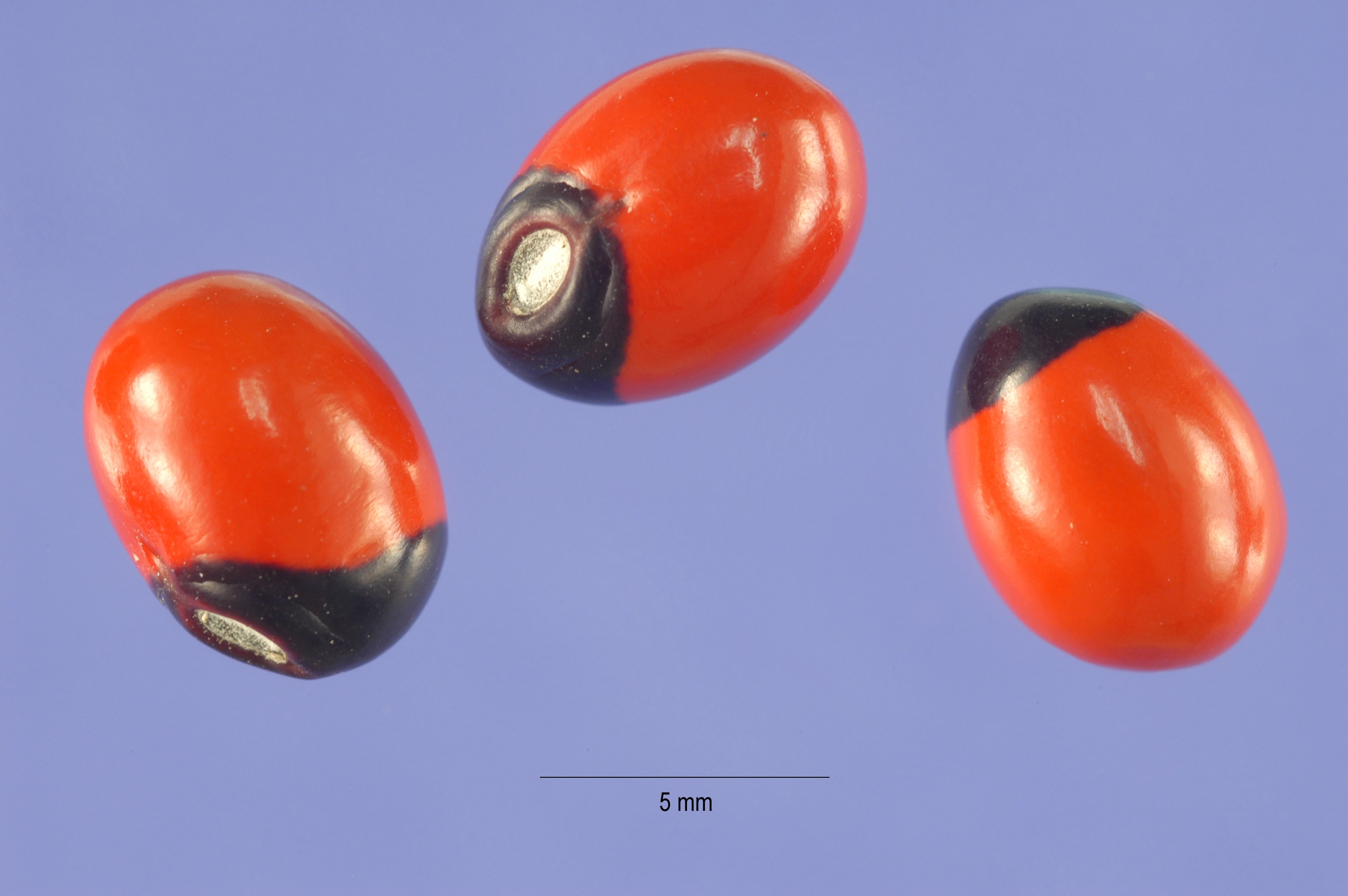
Paternostererbsen, als Gewichte rati.

Auf Basis der vedischen Schriften (ca. 1500–500 v. Chr.), besonders den Puranas, nahmen Forscher des 19. Jahrhunderts an, dass als ursprüngliches Standardgewicht das Rati der Samen der Paternostererbse (Abrus precatorius) gedient hat. Das Gewicht von 320 rati entsprach 960 Gerstenkörnern. Als Grundlage der zweiten Einheit Masha soll der getrocknete Samen der Urdbohne (Vigna mungo, Sanskrit māṣa) gedient haben. Weiter findet sich das dharana (von dhṛi „halten“) mit den Synonym purana („alt“) im Gesetz des Manu. Auf spätere, arische Einflüsse deutet die Verwendung des dezimalen shatamana („100 Einheiten“, d. h. rati) hin. Im Kamasutra wird ein Hohl- oder Gewichtsmaß 1 Karsha (mit ca. 11 g) = ¼ Pala = 1/32 prashtra erwähnt.
Unterteilungen: 1 Rati = 3 Yava („kleines Korn Gerste“) = 18 Gaura-Sarshapa = 54 Rdja-Sarshapa = 162 Liksha („Mohnsamen“) = 1296 Trasarenu.

Vielfache: 1) für Kupfer: 80 Rati = 1 Karshapana, 2) für Silber: 320 Rati = 160 Mashaka = 10 Dharana = 1 Shatamana, 3) Gold: 3200 Rati = 640 Masha = 40 Suvarna = 10 Nishka = 1 Dharana.
Spätere, ähnliche auf anderen Samen basierende Systeme, wie Reis (64 polierte Körner chowal = 32 nicht-enthülste dhan = 8 Rati = 1 Masha), Weizen, Senfkörner oder verschiedenen Bohnen, zeigen, wenn man die traditionelle Zahl der getrockneten Körner nimmt, eine überraschend geringe Abweichung untereinander und von den erhaltenen Standardmünzen.
Zeit
Im „Gesetz des Manu“ findet sich für Zeitangaben folgende Einteilung:

18 nimesha (Augenzwinkern) = 1 kashtha, 30 von diesen = 1 kala, 30 Kalas = 1 kshana, 12 Kshanas = 1 muhurta, 30 Muhurtas (5,832 Millionen Mal Augenzwinkern) machen einen Tag oder Nacht.
Maghada
Für das nicht unter arischen Einfluss fallende Magadha-Reich (um 550 v. Chr.), wurden aufgrund eines Sanskrittextes folgende Relationen berechnet:

163840 Rati = 32768 Masha = 512 Pala = 16 Maghada Pratha = 4 Ataka = 1 Drona
Indo-Griechen
Die Gewichte der indo-griechischen (2.–1. Jh. v. Chr.) und graeco-baktrischen Reiche im Nordwesten um Gandhara lehnten sich an die Drachme an.
Ceylon
Die frühzeitlichen Maße der Insel finden sich im Abhidhanappadipika Moggallanas, einem Pali-Vokabular des 12. Jahrhunderts. Sie zeigen in den Bezeichnungen eine Anlehnung an indische Vorbilder, wobei jedoch nicht jede Einheit für alle Waren Verwendung fand:

800.000 Gunja (Same von Abrus precatorius) = 400.000 Masaka (Phaseolus sp.) = 160.000 Akkha (Terminalica bellerica) = 20.000 Dharana = 4000 Suvarna (für Gold) = 2000 Phala = 1000 Nikkha (ein Schmuck) = 20 Tula = 1 Bhara („Last“).
An Längenmaßen soll gegolten haben:
162 angula = 14 vidhatti („Spanne“) = 7 hattha oder rattana („Elle“ gemessen vom Ellbogen zur Spitze des kleinen Fingers) = 1 yatthi.

## Hinduistisches System
Die Grundeinheit war das Tola (skr.: tolaka), in klassischer Sanskrit-Literatur wird es vor allem als Gewicht für Edelmetalle erwähnt. Über einen Zusammenhang der Wortherkunft mit dem chinesischen Tael ist spekuliert worden. Die größere Einheit war der Seer (sihr, skr.: setak), der je nachdem 30, 40, 72, 80, 90 oder 120 Tola enthalten konnte.
Die traditionellen Bezeichnungen blieben im südlichen Indien länger in Gebrauch. Auf natürlichen Größen (Handvoll: mushṭi; Schafs- oder Ziegenbalg) basierende Maße blieben, besonders in abgelegenen Gebieten mit Tauschhandel noch bis weit ins 19. Jahrhundert üblich.
Die Basis der Längenmaße war, wie in Europa, die Elle hattha (engl.: cubit, skr.: hasta), mit 2 Spannen (vitasti) bezw. 24 Fingerbreiten (angula). Letzterer wurde weiter in 8 jo („Körner“, skr.: yava) unterteilt. Als kleinste (gedachte) Einheit galt das parāmanus in Größe eines Atoms. An größeren Einheiten bildeten vier hasta ein danḍa, 2000 von diesen ein kroṣa (kos) das somit etwa 3650 m lang war. Vier Krosa gaben ein yojana, das in zwei gavyūti unterteilt war. Kalkulationen aus verschiedenen Texten verglichen mit modernen Karten ergibt geringere Längen für das Yojana, etwa 13–14 km.
Als Flächenmaß wurde abgeleitet: 10 hattha = 1 ban („Bambus“). 20 Quadrat-Ban = 1 Niranga.

## Arabischsprachiges System
Im Mogulreich waren die auch in Persien üblichen Gewichte das Man (Maund) und der seer (von Hindi: setak). Diese wichen jedoch regional stark voneinander ab. So hatte ein Man im persischen Täbriz umgerechnet nur etwa 3050 g, wohingegen es in Palloda (Ahmednagar) fast 74 kg schwer war. Für die Einheiten waren regional unterschiedliche Bezeichnungen üblich.
Für die Regierungszeit Akbars ist die Einteilung 1 Man = 40 Seer zu je 30 dam belegt. Letztere sind wiederum in 5 tank zu je 24 rāti geteilt. Acht von diesen entsprachen einem māsha, die für die Standardmünze zugrunde gelegt wurden. Das Man Akbars hatte ≈ 25 kg.
Das im arabischen Kulturkreis übliche Maß des gaz („Elle“, auch guz oder gudge) wurde im Laufe der Zeit immer länger. Zur Zeiten Hārūn ar-Raschīds, wie früher in Ägypten und bei den Juden mit 24 bis 25 „Finger“ (≈ 47 cm) definiert, hatte es vermutlich unter Akbar 41 „Finger“, mithin knapp 87 cm. Die Definition des Sikander bin Bahlol Lodi (1488–1547) bestimmte die Länge eines gaz auf 76,25 cm. Für das frühe 19. Jahrhundert werden Längen zwischen 74,2 und 85,6 cm gegeben. Für die Landbesteuerung war das daraus abgeleitete Bigha von Bedeutung. Die Felder wurden in Bengalen als 5×6 „Ruten“ (oder quadratisch) je 14 Ellen vermessen, deren Länge also entscheidenden Einfluss auf die Größe eines Bigha hatte. Die Steuer wurde pro Bigha berechnet, eine Verkürzung der Rute (jurib), konnte massive Steuererhöhungen zur Folge haben. Das alte Bigha-Maß für Oberindien und Patna entsprach 2527 m², in Bengalen, Bihar und Zentralindien galt das kleine Bigha von rund 1335 m². Im südlichen Indien galt als Flächenmaß das mauny von 60×40 Fuß. 24 Mauny bildeten ein Cawney (5436 m²), was genau vier bengalischen Bigha entsprach. Ein weiteres südindisches Längenmaß war der ady (Fuß zu ≈ 26,5 cm) von Malabar. Zur Flächenberechnung galt 24 Quadrat-Ady = 1 Culy. 100 Quadrat-Culy = 1 Cawney. Im Bereich der Bombay Presidency variierte der gaz zwischen 45,7 und 68,6 cm.
Ebenso üblich war die Definition eines Feldes zu Steuerzwecken durch Bestimmung der Anzahl der Samen, die zum Einsäen einer Flächeneinheit nötig war. Dies variierte naturgemäß gewaltig. Manipulationen waren eine lukrative Einnahmequelle für Steuereintreiber. In Mysore, wo für Getreide galt: 1 Khaṇdi = 20 koḷaga = 80 Baḷḷa = 160 seer, nahm man als Grundlage für unbewässertes Land, das mit einem Khaṇdi Samen bepflanzt werden konnte 64000 Quadrat-Yard, für bewässertes Land 10000 (8354 m²), die Steuer für letzteres war also 6½-mal höher.
In späterer Zeit lassen sich grob vier regionale Teilungen für Gewichte unterschieden: 1) für Bengalen: 1 Man = 40 Seer ≈ 36,2 kg, 2) Ajmer und Merwar: 1 Man = 20 Seer ≈ 18,1 kg, 3) Gujarat und Bombay: 1 Man = 40 (kleine) Seer (zu 30 pies) ≈ 12,68 kg (für 1 Bombay Maund erhielt man in Bengalen rund 1 Maund 1 Seer) und 4) Südliches Indien (lokal unterschiedlich): 1 Maund = 15–64 Seer.
20 Maund hießen Kandy (khandi). Die Bezeichnungen puseri, dhuri und vis (zahlreiche Schreibungsvarianten) bezogen sich üblicherweise auf fünf Seer, konnten an verschiedenen Orten aber auch jeweils 4, 4½, 5¾, 10, 11 oder 12 Seer entsprechen.
Hohlmaße als eigene Einheiten waren in Bengalen gänzlich unbekannt. Im Süden und Westen bezog man sich stattdessen auf ein Gefäß, das ein bestimmtes Gewicht eines Getreidegemisches fasste. Am gebräuchlichsten waren mercal (Madras 1821: ≈ 12,29 l) und parā (in Kalkutta: ferrā). Auf Ceylon fasste ein Mercal ≈ 13,09 l. 1 parā hatte 2 Mercal.

## Britisch-Indien
| Hinweis: Ortsnamensschreibung folgt der zur Kolonialzeit üblichen. |

Die Briten in Bengalen rechneten zu Buchhaltungszwecken ab etwa 1787 in Factory maunds von dem drei etwa 200 lb. gleichgesetzt wurden. Dieses stand im zum im Basar üblichen Gewicht im Verhältnis 100:116. Ein „altes Basar-Maund“ hatte also 74 lb. 10 oz. 10⅔ gr.
In Madras entsprach das Maund nur 25 lb. Der seer in Madras war in 8 pollam zu 10 Pagodas unterteilt. 10 Madras Maunds entsprachen also in Bengalen rund 3 Maund 1½ Seer. An der Malabarküste galt jedoch: 2½ pollam (= fanam) gleich einem Seer. Daraus folgte: 1 Tolam (= maund) entspricht 10,506 kg (23,192 lb). Weitere lokale Maund, vielfach im Gebrauch bis zur Umstellung auf Meter, wogen umgerechnet: Bengalen (Bazar): 37,206 kg, Bengalen (Factory): 33,824 kg, Kalkutta (Factory): 37,711 kg, Karachi: 36,240 kg (= 80 lb.), Poona: 35,722 kg, Surat: 16,308 kg, Mysore: 10,993–12,642 kg (1 maund = 40–46 seer).
1833
Durch die Briten erfolgte erstmals zum 1. Januar 1826 eine gesetzliche Standardisierung nach dem Troy-System. Durch die bengalische Regulation VII of 1833 (in Kraft 1835) wurden die Maße und Gewichte für alle Geschäftsvorgänge der Regierung standardisiert. Act XVII of 1835 setzte das Rauhgewicht neuen Rupie (Rp.) gleich 1 Tola zu 180 grain. Die alte Sicca- (von 1773) und die Rupien der Moguln wurden ersetzt, Marktpreise werden, auch heute noch, vielfach in Gewichtseinheit pro Rupie ausgedrückt, z. B. „8 seer Reis“, d. h. eine Änderung auf „4 seer“ pro Rp. entspräche einer Verdoppelung des Preises. Die Vorschrift setzte ein Maund (Hindi: Man) gleich 100 lb., bezw. 35 seer fast gleich 72 lb. Dieses neudefinierte „britische Maund“ wurde zur Unterscheidung auch neues Basar Maund genannt. Nach diesem Standard entsprachen 100 alte Factory maunds 90,744 neuen Maund. Bezogen auf neue Tola (T.) galt (100 T. = 100,185 des alten Sikka-Gewichts): 1 lb. = 32 T., 1 kg = 85,745 T., 1 Kölner Mark = 20,044 T. Salz wurde traditionell mit 82 T. pro seer berechnet. Ein Maund Salz war also 2½ % schwerer als die Standardeinheit.
| Indisch                    |           | Englisch (1833) lb./oz./dwt./gr. |           | Metrisch (g) |
| -------------------------- | --------- | -------------------------------- | --------- | ------------ |
| Maund                      | 40 Seer   | 100/0/0/0                        | 100 lb.   | 37320,182    |
| Seer                       | 16 Chitak | 2/6/0/0                          | 2,5 lb.   | 933,005      |
| Chitak Kacha (in Bengalen) | 5 Tola    | 0/1/17/12                        | 1,875 oz. | 58,310       |
| Tola (Rupie)               | 12 Masha  | 0/0/7/12                         | 7,5 dwt.  | 11,662       |
| Masha                      | 8 Ruti    | 0/0/0/15                         | 15 gr.    | 0,972        |
| Ruti                       |           | 0/0/0/1,875                      | 1,875 gr. | 0,122        |

In Französisch-Indien galt ein Hath gleich 2 empans à 12 Zoll, gleich 51,97 cm.
1870
Der Indian Weights and Measures Act schuf für das britische („imperiale“) System die gesetzliche Grundlage. Dabei gilt 1 kg = 2,205 lb. = 35,274 oz. = 564,384 Dram = 15432,358 Grain. Dessen Einheiten wurden vor allem im professionellen und amtlichen Bereich üblich, auf den Märkten blieben die alten Einheiten zulässig und in Gebrauch. Entfernungsangaben entlang der Landstraßen erfolgte in Meilen und furlong. Das Verhältnis 1 Maund = 40 Seer = 100 lb. und 1 Seer = 80 Tola = 2,0571 lb. wurde festgeschrieben.
Tola: 1) Gold- und Silbergewicht in Ostindien, ursprünglich das Gewicht der Bombay-, resp. Siccarupie von 179 bis 179½ englischen Troygrän = 11,599–11,642 g; wird in Bombay in 100 Goonze à 6 Chows, in Kalkutta in 12 Mascha à 8 Röttihs (Ruttees) à 4 Dhan eingeteilt;
2) Normal- oder neues Bazargewicht in Kalkutta, à 16 Anna = 180 englischen Troygrän = 11,664 g. Seine Oberstufen Sihr und Maund bilden das Handelsgewicht.
1939–42
Der Standards of Weights Act (1939) trat 1942 in Kraft. Das indische System Tola-Seer-Maund bestand neben dem britischen weiter. Einzelne Provinzen erließen im Rahmen ihrer Selbstbestimmung eigene gesetzliche Regelungen für Eichungen usw., so z. B. Bombay Weights and Measures Act 1932, oder Punjab Weights and Measurements Act (No. 12 of 1940), die bereits eine teilweise Umstellung auf das metrische System gestatteten. Besonders die Indian Decimal Society, mit ihrem Generalsekretär P. N. Seth, setzte sich für die Umstellung ein.

## Metrisches System
Im Jahre 1955 erging der Indian Coinage Act, durch den die indische Rupie zum 1. April 1957 auf dezimale Stückelung umgestellt wurde. Die Regierung der indischen Union erließ 1956 ein Gesetz zu Standards of Weights and Measures, das den Beginn der Umstellung auf Oktober 1958 festlegte. Ab Oktober 1960 musste metrisch beschriftet werden, seit April 1962 ist der Standard der einzig zulässige. Umgestellt wurde im Verhältnis 1 Seer = 0,93310 kg, 1 Tola = 11,66375 g. Bundesstaaten erließen ergänzende Vorschriften.
Die gegenwärtige Grundlage ist das gleichnamige Gesetz (No. 60) von 1976, wodurch man die SI-Einheiten übernahm und das 1985 durch Ausführungsbestimmungen geändert wurde. Es ergingen zahlreiche ergänzende Bestimmungen. Das National Physical Laboratory of India, ist die definierende Behörde, geeichte Maße und Gewichte werden von den staatlichen Münzen hergestellt. Der Legal Metrology Act (2009) stellte das Standardmaterial für diese Gewichte von Messing auf Stahl um.
Gold, Safran und auf dem Schwarzmarkt auch Haschisch werden in Indien im Einzelhandel immer noch in Tola gewogen. Dabei wird meist, aber nicht immer, ein metrisches Tola zu 10 g verwendet. In Pakistan dagegen wurde das Tola für diese Zwecke auf 12,5 g festgelegt.
Weiterhin üblich ist die Rechnung in Lakh gleich 100000 und Crore (= 100 Lakh) für 10 Millionen. Die übliche Schreibung ist gewöhnungsbedürftig, 12 Millionen werden z. B. so dargestellt: 1,20,00,000.